# イポリット・フランドラン
イポリット・フランドラン（Hippolyte Flandrin、1809年3月23日 - 1864年3月21日）はフランスの画家。

## 略歴
リヨンで生まれた。父親も工芸画家で、弟のポール・フランドラン(Paul Jean Flandrin:1811-1902)も画家になった。弟と1829年にパリに出て、ルイ・エルサンに学んだ後、ドミニク・アングルのスタジオで学んだ。サロン・ド・パリに出展を始め、1832年に有望な芸術家に与えられるローマ賞を受賞した。ローマ賞の特典によって1838年まで、5年間、ローマに留学した。
フランスに戻った後、多くの教会、宮殿の装飾画を描いた。サン＝ジェルマン＝デ＝プレ教会に描いた『キリストのエルサレム入城』は代表作のひとつである。1853年にはサン＝ヴァンサン＝ド＝ポール教会の壁画を描いた。
壁画の他に人物画も描いた。
1853年に芸術アカデミーの会員に選ばれた。1863年にローマに滞在中に病没した。

## 作品

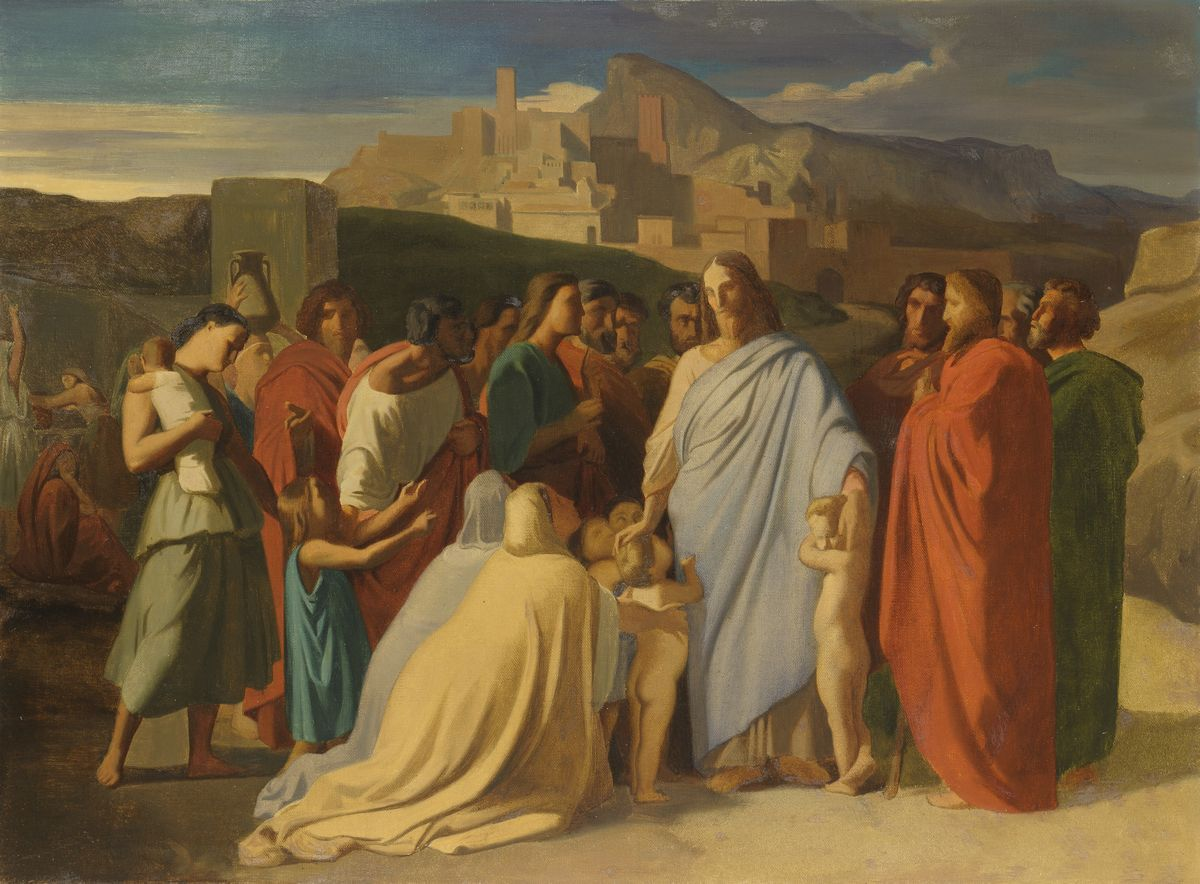
イエス・キリストと子供たち、(1937)
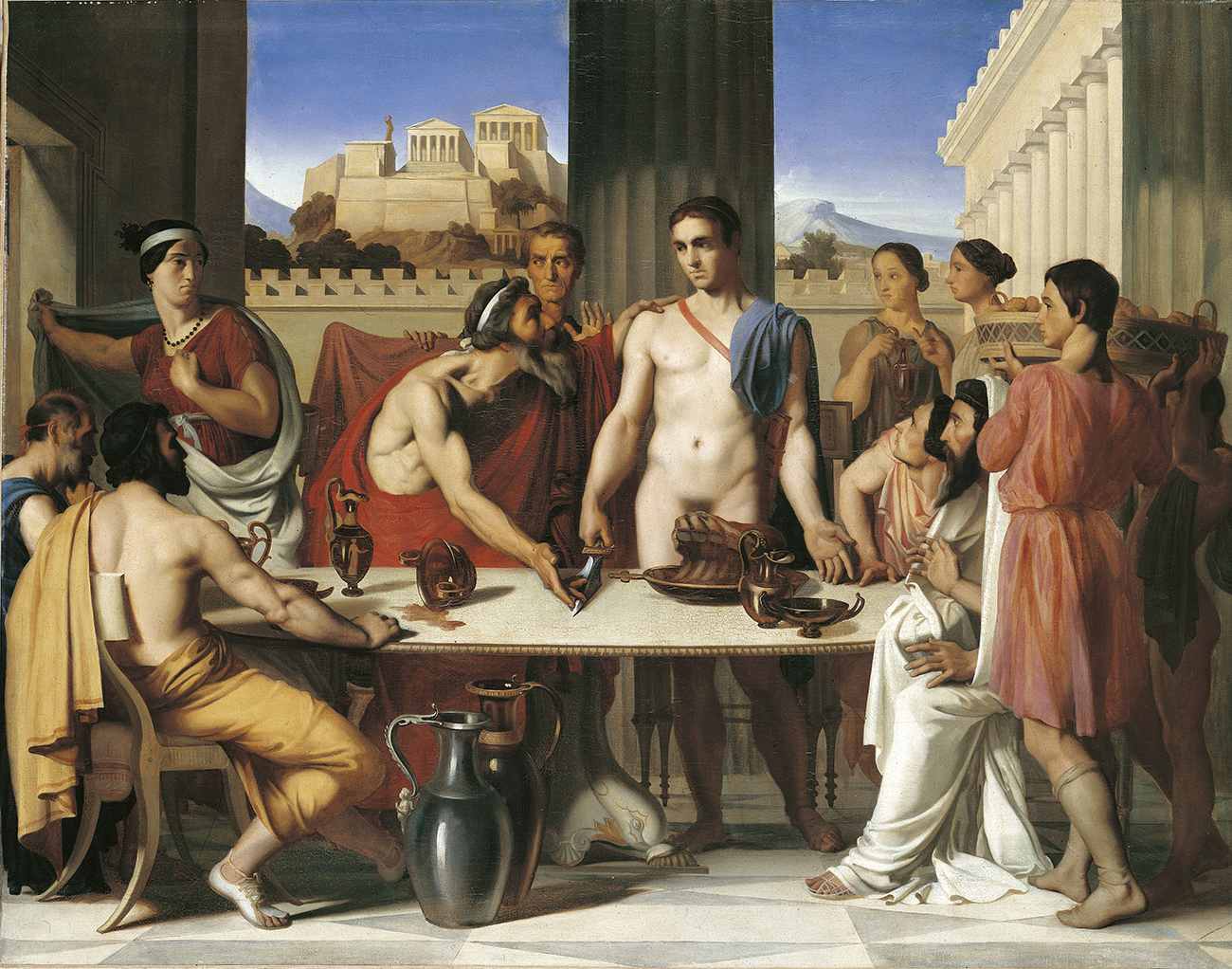
父親に気づかれたテーセウス (1832)
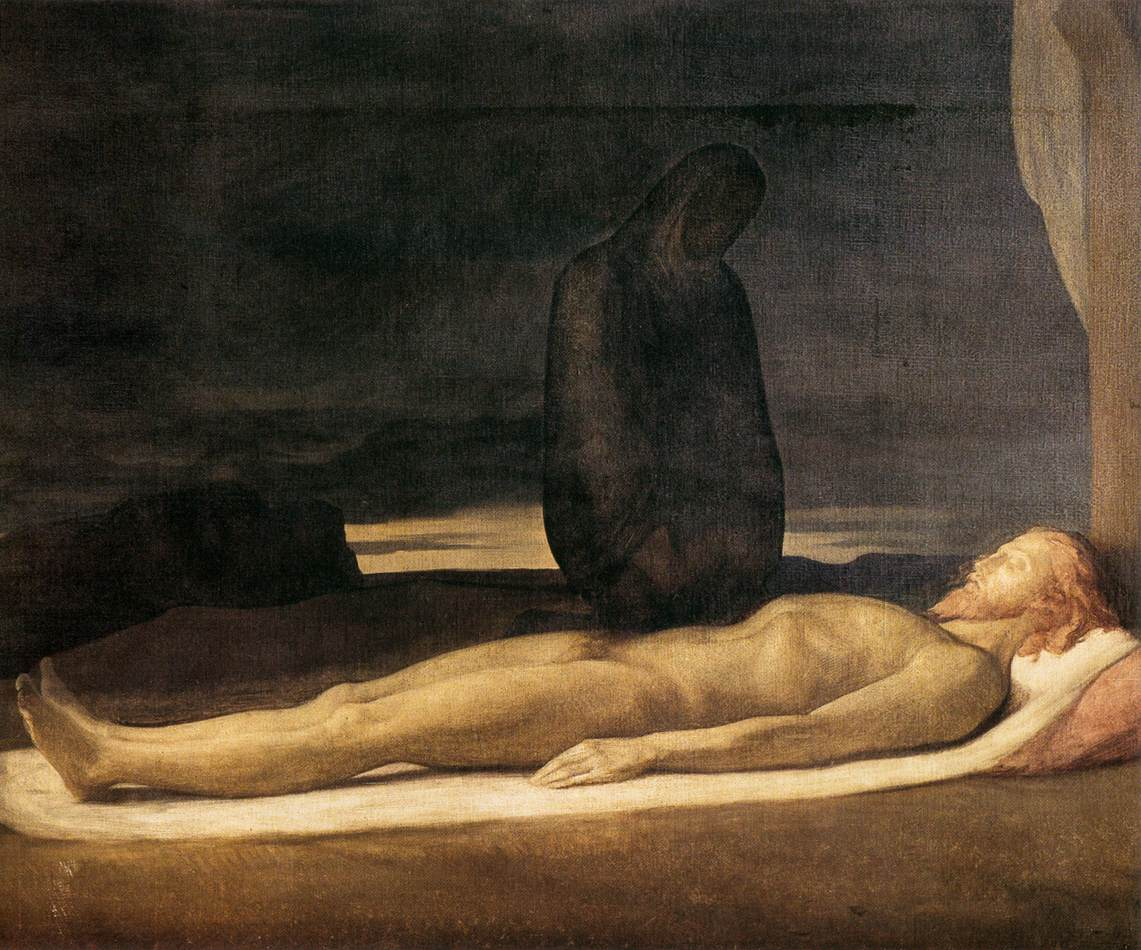
Pietà (1842)

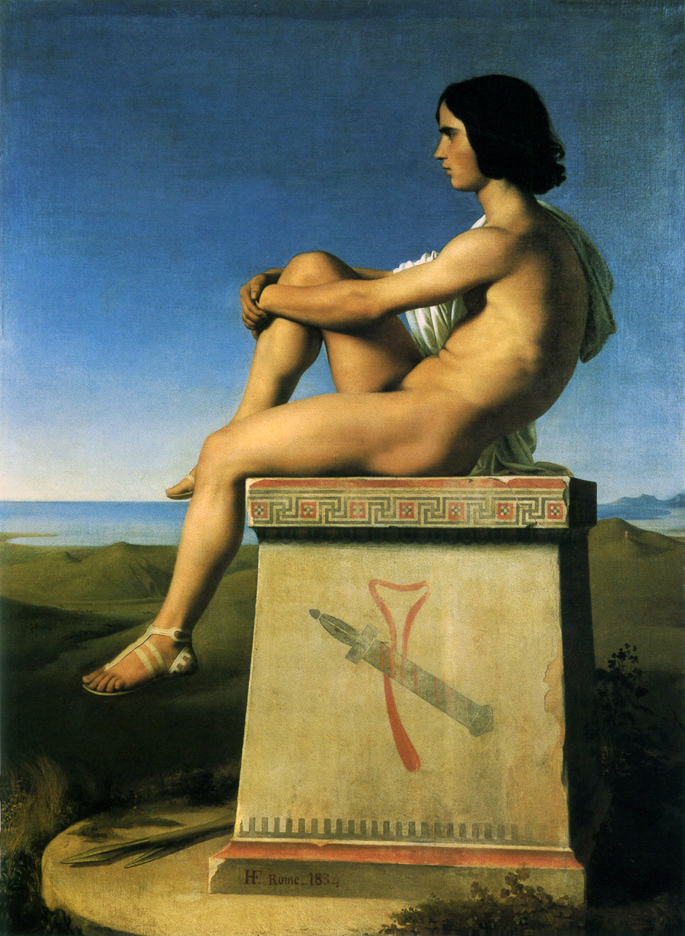
Polytès, fils de Priam, observant les mouvements des Grecs (1833-1834)
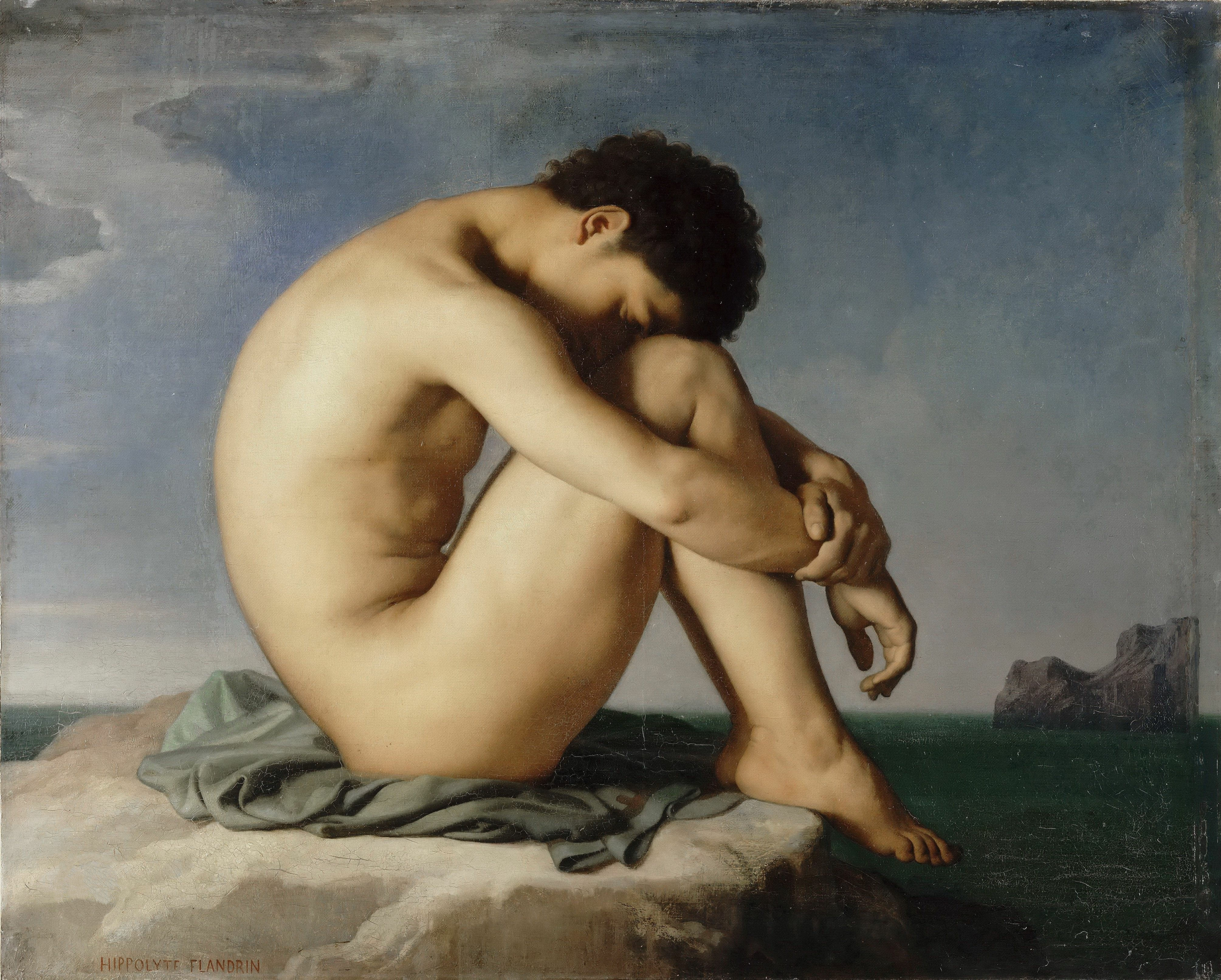
海辺の若者 (1836)
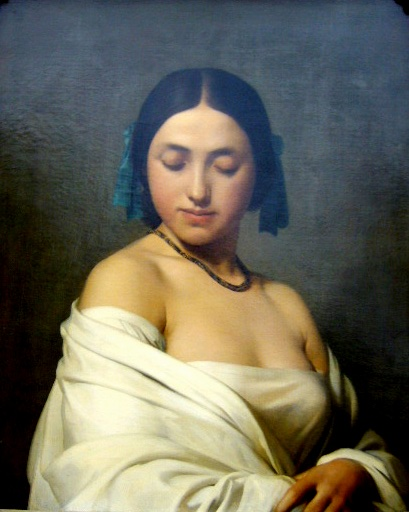
La Florentine (1840)
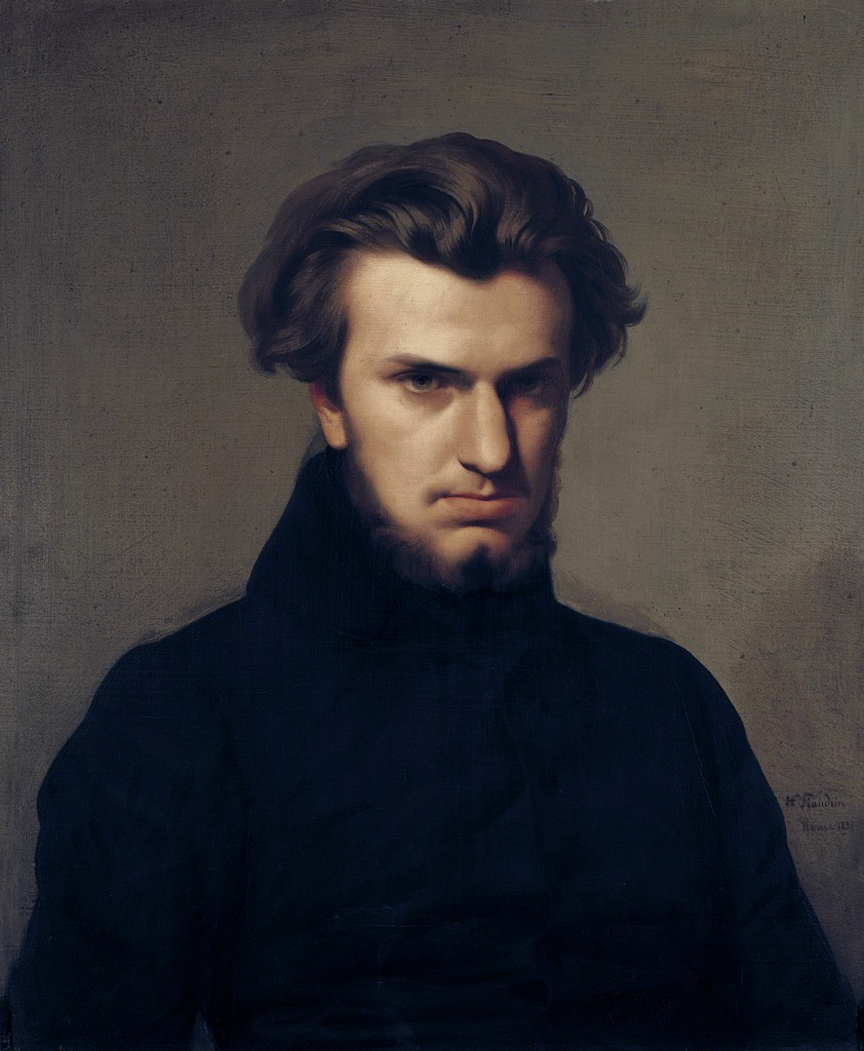
アンブロワーズ・トマ-作曲家 (1834)